# 毛家港镇
毛家港镇，是中华人民共和国湖北省荆州市公安县下辖的一个乡镇级行政单位。

## 行政区划
毛家港镇下辖以下地区：
茅穗里社区、官沟社区、横堤村、魏家祠村、大公村、曹咀村、小河口村、丁堤拐村、严家剅村、青云村、复兴村、桂丰村、青羊岗村、新世村、白马垱村、响垱口村、西马岔村、新曙光村、尹家湾村、红旗村、下桥口村、乡政村、长湖村、唐咀村、军堤村、螺丝湾村、南堤村、新桥村、岗河村、红光村、马蹄拐村、军台村、张家湖村、蒲田咀村、新剅村和告口社区。

## 交通
- 351国道过境。